# Pseudozonitis schaefferi
Pseudozonitis schaefferi är en skalbaggsart som först beskrevs av Willis Blatchley 1922.  Pseudozonitis schaefferi ingår i släktet Pseudozonitis och familjen oljebaggar. Inga underarter finns listade i Catalogue of Life.